# John Saw Yaw Han
John Saw Yaw Han (* 5. Mai 1968 in Homalim) ist ein myanmarischer römisch-katholischer Geistlicher und Bischof von Kengtung.

## Leben
John Saw Yaw Han empfing am 18. März 1995 das Sakrament der Priesterweihe für das Erzbistum Yangon. Dort war er seit 2011 Rektor des Priesterseminars, nachdem er dieselbe Funktion von 2008 bis 2011 schon im Knabenseminar ausgeübt hatte.
Am 30. Dezember 2014 ernannte ihn Papst Franziskus zum Titularbischof von Buffada und bestellte ihn zum Weihbischof in Yangon. Die Bischofsweihe spendete ihm der Erzbischof von Yangon, Charles Maung Kardinal Bo SDB, am 12. April des folgenden Jahres. Mitkonsekratoren waren der Apostolische Delegat in Myanmar, Erzbischof Paul Tschang In-Nam, und der Bischof von Hpa-an, Justin Saw Min Thide.
Papst Franziskus bestellte ihn am 4. November 2022 zum Bischof von Kengtung. Die Amtseinführung erfolgte am 14. Dezember desselben Jahres.